# Houston Texans
Houston Texans – zawodowy zespół futbolu amerykańskiego z siedzibą w Houston, w stanie Teksas. Drużyna jest obecnie członkiem Dywizji Południowej konferencji AFC ligi NFL.
Texans dołączyli do ligi w roku 2002, jako jedna drużyn rozszerzających NFL. Poprzednia franczyza futbolowa, Houston Oilers, opuściła miasto i przeniosła się w roku 1997 do Nashville, w stanie Tennessee, zmieniając nazwę na Tennessee Titans dwa lata później.

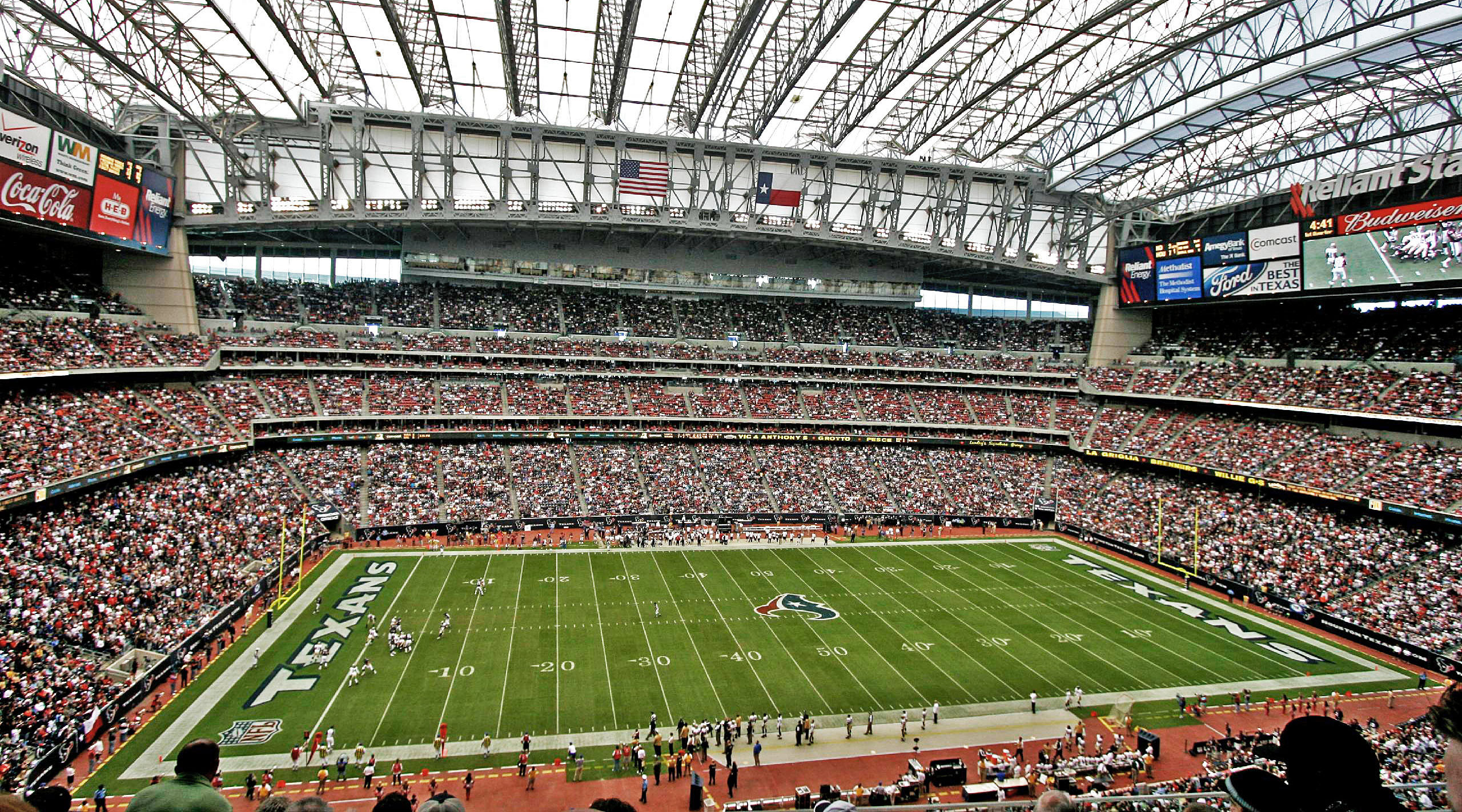
NRG Stadium

W sezonie 2011 drużyna z Houston po raz pierwszy w historii awansowała do fazy play-off. W finale Dywizji ulegli w Baltimore drużynie Ravens 13:20.